# Buztintxuri
Buztintxuri o Buztintxuri-Euntzetxiki, en la denominación que también utiliza el ayuntamiento, es un barrio de la ciudad de Pamplona, capital de la Comunidad Foral de Navarra, España.

## Topónimo
Buztintxuri, término vasco, formado por buztin, arcilla, y txuri, blanco. Un material que abunda en ese paraje, empleada en una tejería mecánica que estuvo situada en esa zona. El término queda documentado desde 1825, en forma castellanizada, bustinchurri, que alterna con el término vasco en los documentos posteriores.
Euntzetxiki, es el nombre que recibió el paraje situado al sur de Buztintxuri, al este de la falda orientar del cerro de Santa Lucía, limitado al sur por la estación del tren, y al este por la carretera a Gipúzcoa. Aparece documentado desde el siglo xvii. Es un término vasco, formado por euntze, prado, y txiki, pequeño.

## Localización
El barrio se encuentra al norte de la ciudad; en el cerro de Santa Lucía, del que le serpara el ferrocarril, y la carretera a Guipúzcoa. Linda con los barrios de la Rochapea y San Jorge por el sur y con los municipios de Berriozar y Berrioplano (Artica) por el norte. Buztintxuri se extiende sobre una superficie de más de 680.000 metros cuadrados, de los que se han reservado más de 86.000 para equipamientos.

## Historia

Escudo de Buztintxuri.

En diciembre de 1999 el barrio de Buztintxuri-Euntzetxiki comenzó a diseñarse sobre los planos, mientras se revisaba el Plan General de Ordenación Urbana. Finalmente el 18 de diciembre de 2002 se aprobó el Plan Municipal que incluía este nuevo barrio; las primeras viviendas de la zona se entregaron en 2003.  Buztintxuri se concibió como un barrio dormitorio.[cita requerida] Muy bien comunicado para peatones y vehículos con el centro de Pamplona, así como con los barrios colindantes de San Jorge, Rochapea, San Juan y Casco Viejo. También enlazado con poblaciones próximas como Berriozar o Artica.

## Comunicaciones
Transporte urbano
El transporte público oferta más comunicaciones con las líneas 7, 8, 9, 16, 17, 22 y N4, que discurren por Buztintxuri o muy próximas al barrio pamplonès.
| Eskualdeko Hiri Garraioa/Transporte Urbano Comarcal |       |                                    |
| Inicio                                              | Línea | Fin                                |
| Hirigunea/Centro                                    | 8     | Buztintxuri                        |
| Berriogoiti/Berriosuso - Berriozar                  | 16    | Noáin - Beriáin                    |
| Berriozar                                           | 17    | Mutiloa/Mutilva                    |
| Hirigunea/Centro                                    | N4    | Berriozar - Berriogoiti/Berriosuso |
| Taxi Iruñerria                                      |       |                                    |
| Zona                                                | A     | A                                  |
| Estaciones                                          |       |                                    |

## Cultura
El barrio no dipone ni de Biblioteca ni de Civivox.